# Rajd Wisły 1994
Rajd Wisły 1994 – 42. edycja Rajdu Wisły. Był to rajd samochodowy rozgrywany od 16 do 17 września 1994 roku. Była to szósta runda Rajdowych Samochodowych Mistrzostw Polski w roku 1994. Rajd składał się z dwudziestu czterech odcinków specjalnych.

## Wyniki końcowe rajdu[1]
| Miejsce | Kierowca            | Pilot              | Samochód                    | Czas    | Strata | Grupa Klasa |
| ------- | ------------------- | ------------------ | --------------------------- | ------- | ------ | ----------- |
| 1       | Paweł Przybylski    | Krzysztof Gęborys  | Toyota Celica GT-4          | 1:50:53 | -      | A8          |
| 2       | Robert Gryczyński   | Tomasz Ryborz      | Ford Sierra RS Cosworth 4x  | 1:52:04 | +1:11  | N4          |
| 3       | Krzysztof Hołowczyc | Maciej Wisławski   | Toyota Celica Turbo 4WD     | 1:52:46 | +1:53  | N4          |
| 4       | Bogdan Herink       | Barbara Stępkowska | Renault Clio Williams       | 1:53:04 | +2:11  | A7          |
| 5       | Dariusz Wirkijowski | Marcin Augustyn    | Ford Sierra RS Cosworth 4x4 | 1:54:10 | +3:17  | A8          |
| 6       | Jean-Paul Schammel  | Marcel Grasges     | Ford Escort RS Cosworth     | 1:55:08 | +4:15  | N4          |
| 7       | Piotr Świeboda      | Maria Wiechowska   | Opel Kadett GSI 16V         | 1:56:10 | +5:17  | A7          |
| 8       | Romuald Chałas      | Zbigniew Atłowski  | Ford Escort RS Cosworth     | 1:56:40 | +5:47  | N4          |
| 9       | Dirk Lehmann        | Karl Fries         | Volkswagen Golf GTi 16V     | 1:59:05 | +8:12  | A7          |
| 10      | Andrzej Koper       | Jakub Mroczkowski  | Renault Clio Williams       | 2:00:32 | +9:39  | A7          |
| 11      | Joachim Meinzer     | Kurt Meinzer       | Opel Kadett GSI 16V         | 2:02:02 | +11:09 | A7          |
| 12      | Janusz Kulig        | Dariusz Burkat     | Opel Kadett GSI 16V         | 2:02:34 | +11:41 | N3          |
| 13      | Francois Wehrle     | Nadine Roedsch     | Renault 5 GT Turbo          | 2:03:22 | +12:29 | N4          |
| 14      | Jacek Jerschina     | Andrzej Białowąs   | Peugeot 309 GTI             | 2:04:16 | +13:23 | N3          |

1. 1 2 3 4  Nieliczony w klasyfikacji RSMP